# رسوایی جنسی

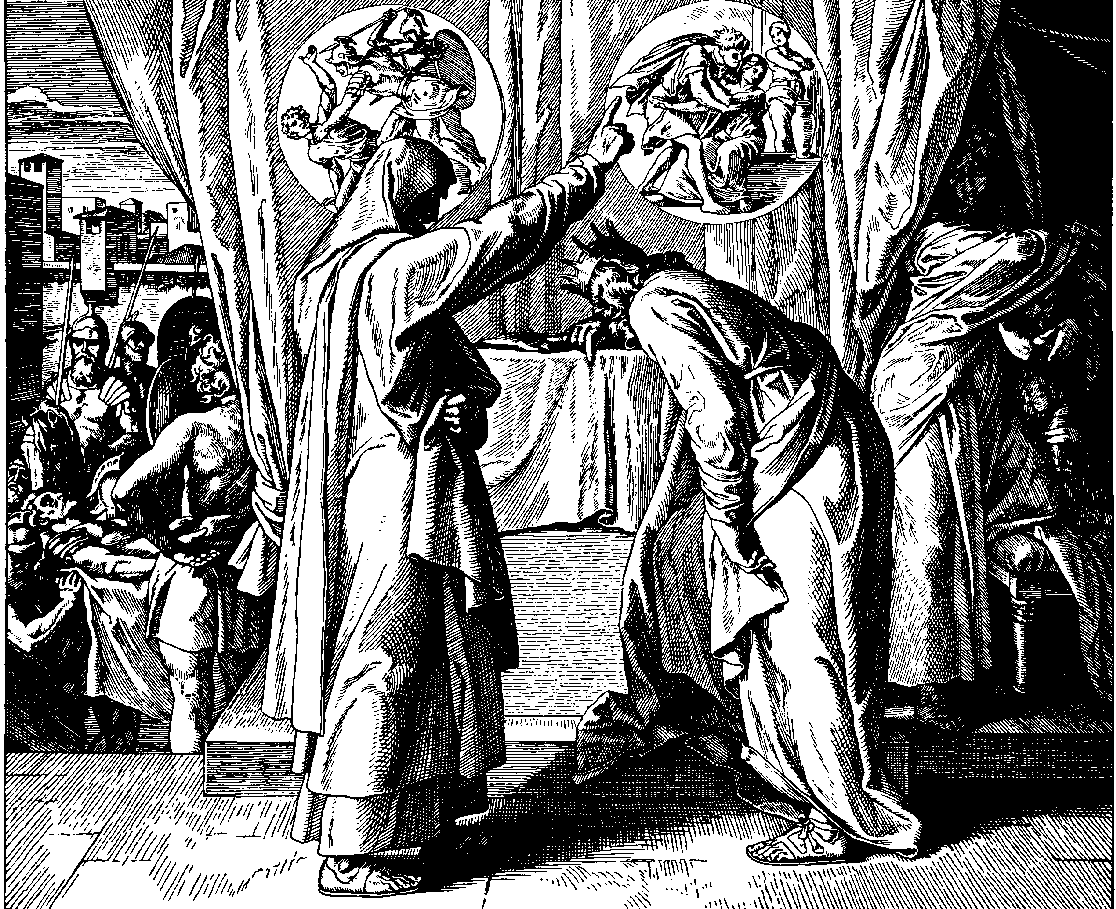
ناتان با داوود به خاطر رسوایی جنسی او با بث‌شبع، همسر اوریای حتی، روبرو می‌شود و می‌گوید: «تو با این عمل به دشمنان خداوند فرصت دادی که کفر گویند» (دوم سموئیل ۱۲:۱۴).

رسوایی جنسی یک رسوایی عمومی است که شامل ادعاها یا اطلاعاتی دربارهٔ فعالیت‌های جنسی احتمالاً غیراخلاقی است که اغلب با روابط جنسی ستاره‌های سینما، سیاستمداران، ورزشکاران مشهور، یا دیگر افراد در معرض دید عموم مرتبط است. اگر یک شخصیت برجسته درگیر باشد، اگر تصوری از ریا وجود داشته باشد، اگر تمایلات جنسی یک شخصیت عمومی غیر هنجاری باشد، یا اگر شامل اعمال غیر توافقی باشد، به رسوایی‌های جنسی توجه می‌شود. یک رسوایی ممکن است بر اساس واقعیت، محصول ادعاهای نادرست یا ترکیبی از هر دو باشد. صرف نظر از اینکه این رسوایی واقعاً حقیقت داشته باشد یا خیر، ممکن است منجر به ناپدید شدن چهره مشهور از انظار عمومی یا استعفای شخصیت‌های برجسته سیاسی شود.
رسوایی‌های جنسی سیاستمداران اغلب به رسوایی سیاسی تبدیل می‌شود. به‌ویژه زمانی که تلاش برای سرپوش گذاشتن یا سوء ظن به غیرقانونی بودن آن وجود دارد. تلاش برای پنهان‌کاری این رسوایی شامل پرداخت پول، تهدید یا در موارد شدید، قتل است.
در حالی که برخی از مفسران، رسوایی‌های جنسی را بی‌ربط به سیاست می‌دانند، به‌ویژه در مواردی که «به نظر نمی‌رسد عملکرد حرفه‌ای خدشه‌دار شود»، جین هیلی از مؤسسه کیتو، آنها را نه تنها «تفریح بزرگ» می‌داند، بلکه یادآوری می‌کند «که قبل از واگذاری قدرت بیشتر به این احمق‌ها باید دو بار فکر کنیم». افزایش شیوع واژگان جنسی مشکوک به لحاظ اخلاقی گاهی به عنوان یک بیماری جنسی نامیده می‌شود.
رسوایی‌های جنسی، در رابطه با شخصیت‌های سیاسی و عمومی، اغلب منجر به پرسش‌هایی دربارهٔ اخلاق و قوانین اخلاقی فرد می‌شود. سیاستمداری که در یک رسوایی جنسی گرفتار می‌شود اغلب بیشتر از یک شخصیت عمومی در مواجهه با یک رسوایی جنسی مورد توجه قرار گرفته و استعفا می‌دهد.